# Salix muscina
Espèce
Classification APG III (2009)
Salix muscina est une espèce de plantes à fleurs de la famille des Salicaceae. C'est un saule arbustif, originaire d'Asie.

## Description
Salix muscina peut atteindre une hauteur de 2 à 3 mètres. Il possède de grandes feuilles nervurées. Sa floraison a lieu en mars-avril.